# 敷地神社
敷地神社（しきちじんじゃ）は、京都市北区衣笠天神森町にある神社。旧社格は村社。わら天神の通称で知られ、安産の神として知られる。

## 祭神
- 主祭神 - 木花開耶姫命（このはなのさくやびめ）
- 配祀神 - 天日鷲命（あめのひわしのかみ）、栲幡千千姫命（たくはたちぢひめのみこと）

## 歴史
そもそもは、北山の神として山背国葛野郡衣笠村に降臨した天神地祇がその北山の地に祀られていた。天長8年（831年）に、その地に氷室が設けられ、その夫役として加賀国から移住した者が、崇敬していた菅生石部神社（敷地天神）の神を勧請し、北山の神の隣に祀ったうえ、更に菅生石部神の母神である木花開耶姫命も祀って祭神に定めたという。
応永4年（1397年）に、足利義満が山荘・北山殿（後の金閣寺）を造営するに当たり、参拝に不便になったことから両社を合祀して現在地に遷座した。
明治時代になると村社に列せられている。

## 信仰
安産の神として信仰されている。安産御守として藁が授与されることから「わら天神」の通称があり、藁に節があれば男児、節がなければ女児が誕生するといわれている。
摂社・六勝稲荷神社は試験合格の神として信仰される。

## 境内
- 本殿
- 拝殿
- 六勝稲荷神社 - 祭神：伊勢神宮、石清水八幡宮、賀茂神社、松尾大社、伏見稲荷大社、春日大社の六神。六勝神社とも呼ばれる。摂社。
- 八幡神社
- 綾杉明神社 - 祭神：綾杉明神。社は応仁の乱の兵火を免れたものだったが、1896年（明治29年）8月の台風で倒壊し、その後再興された。
- 大山祇神社
- 舞殿
- 社務所
- 清盛塚 - 平清盛にちなんだ古墳とされていたが、関係はない。

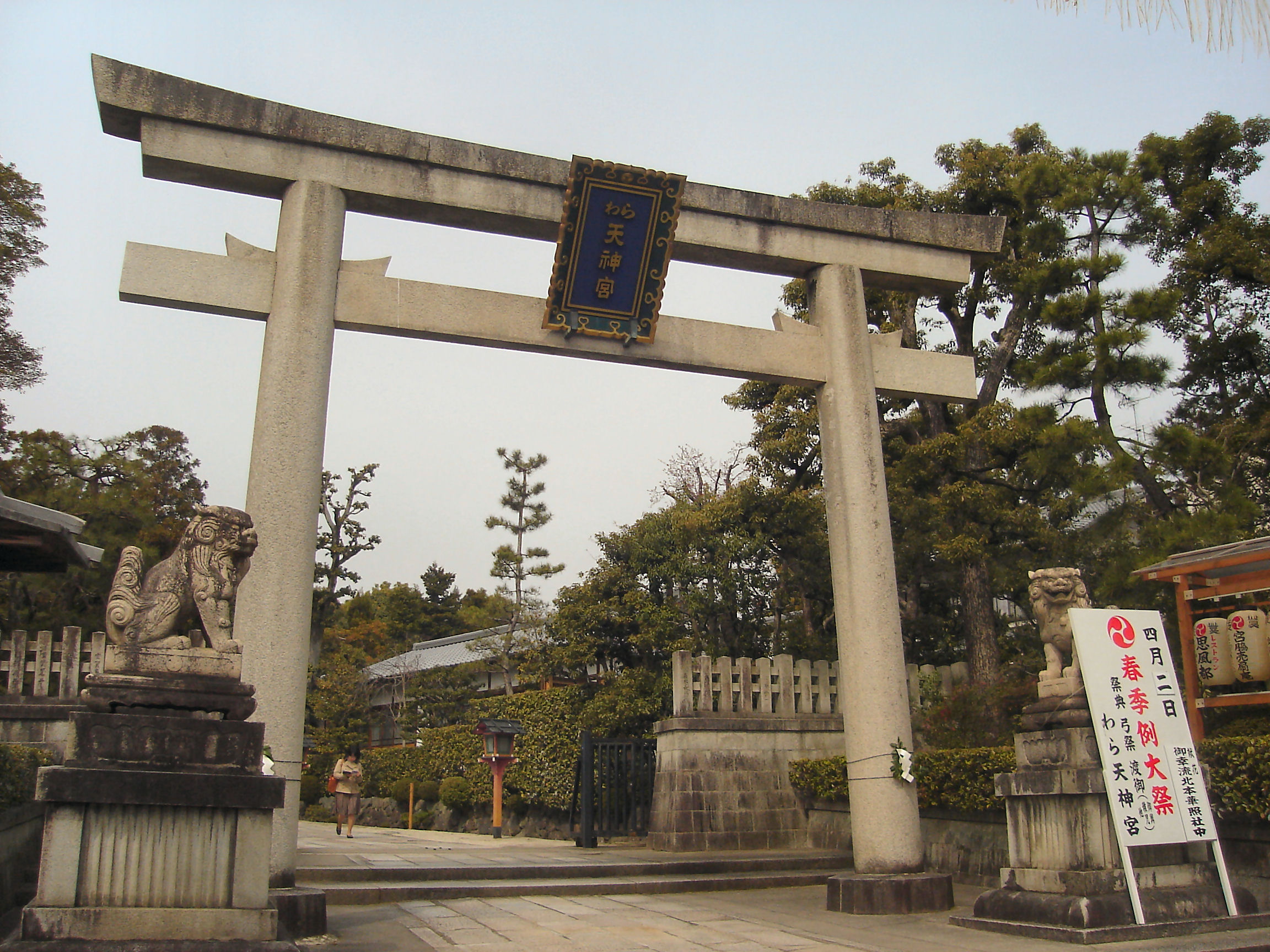
入口石鳥居
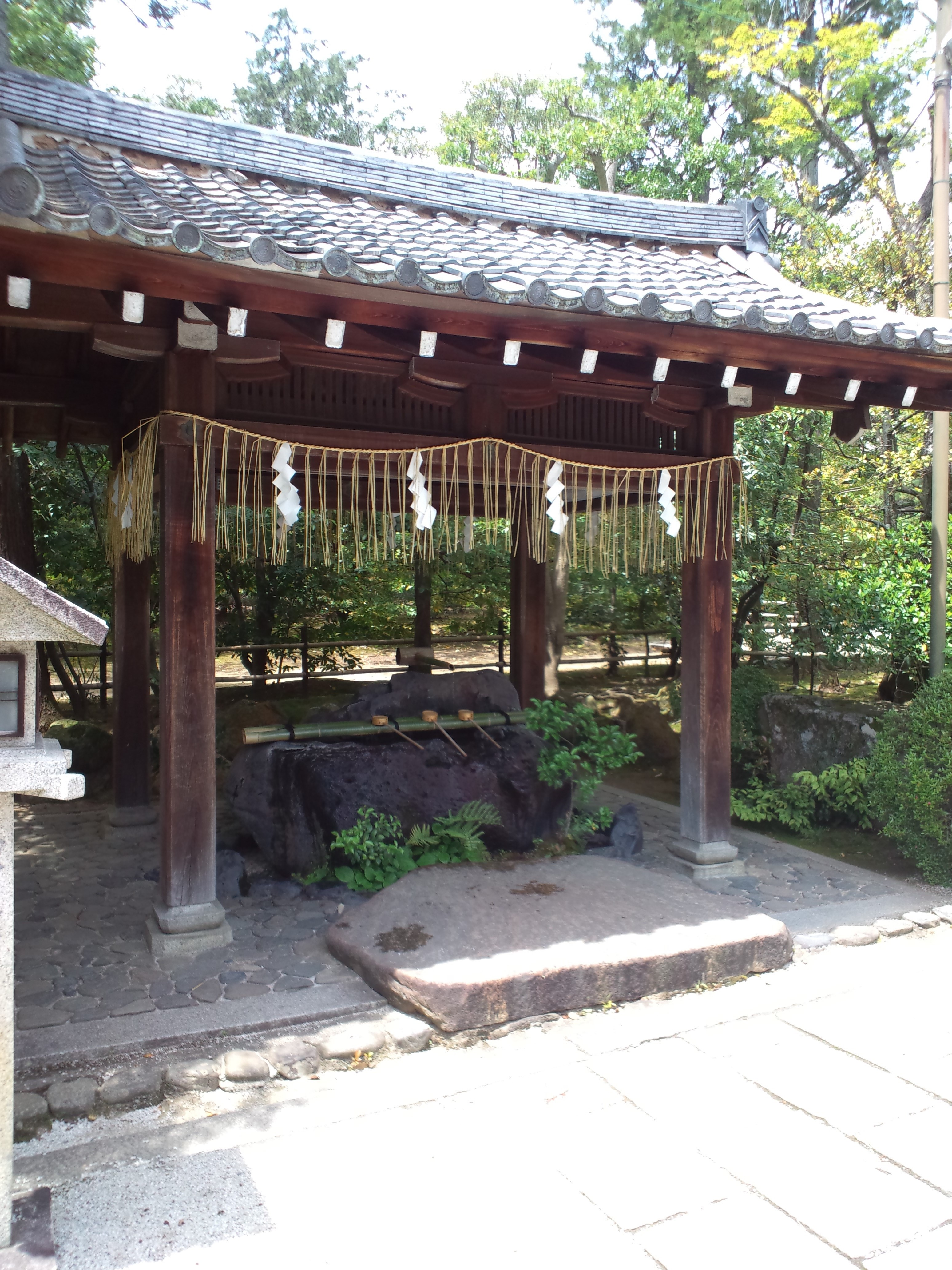
手水舎
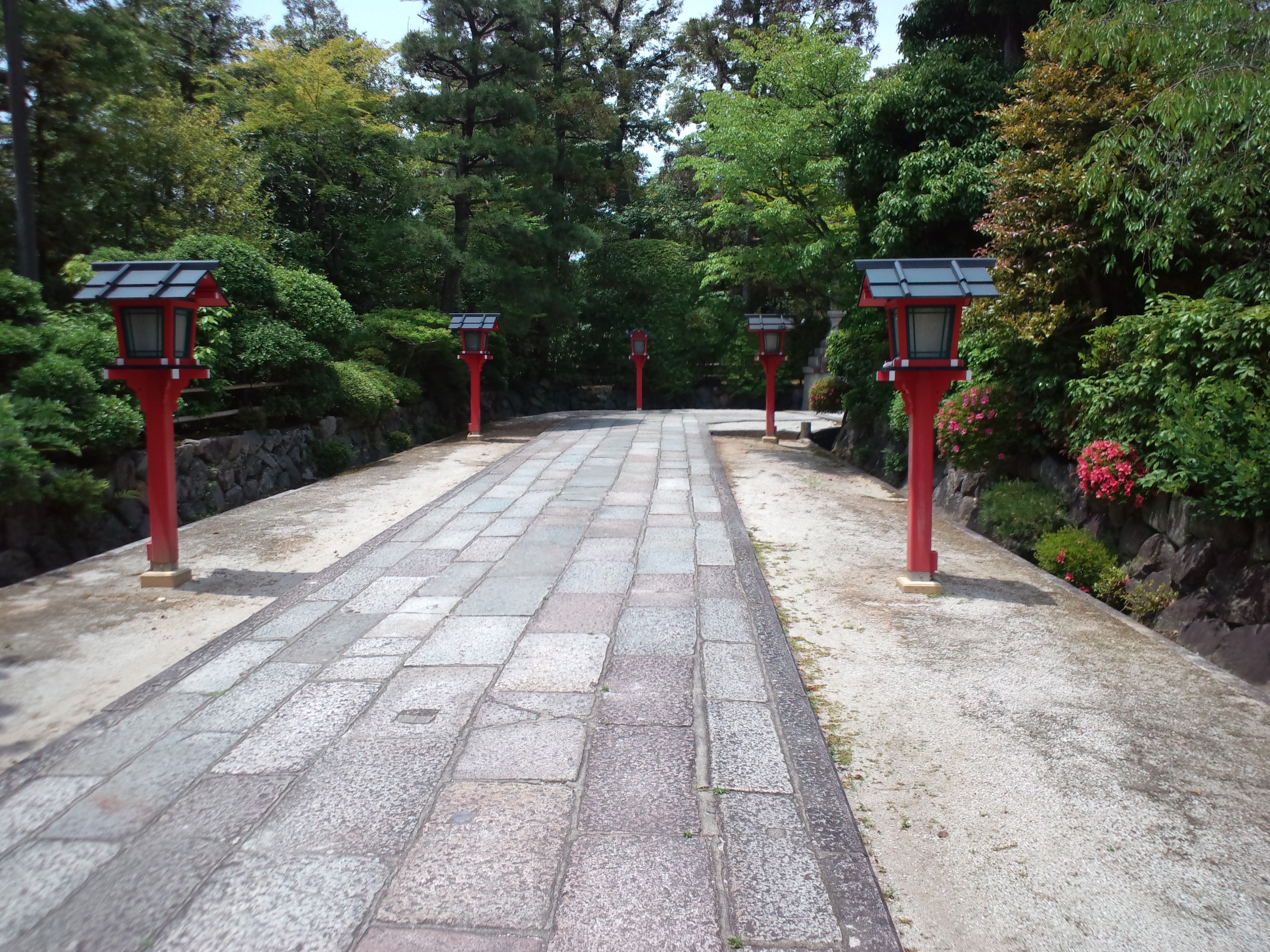
参道
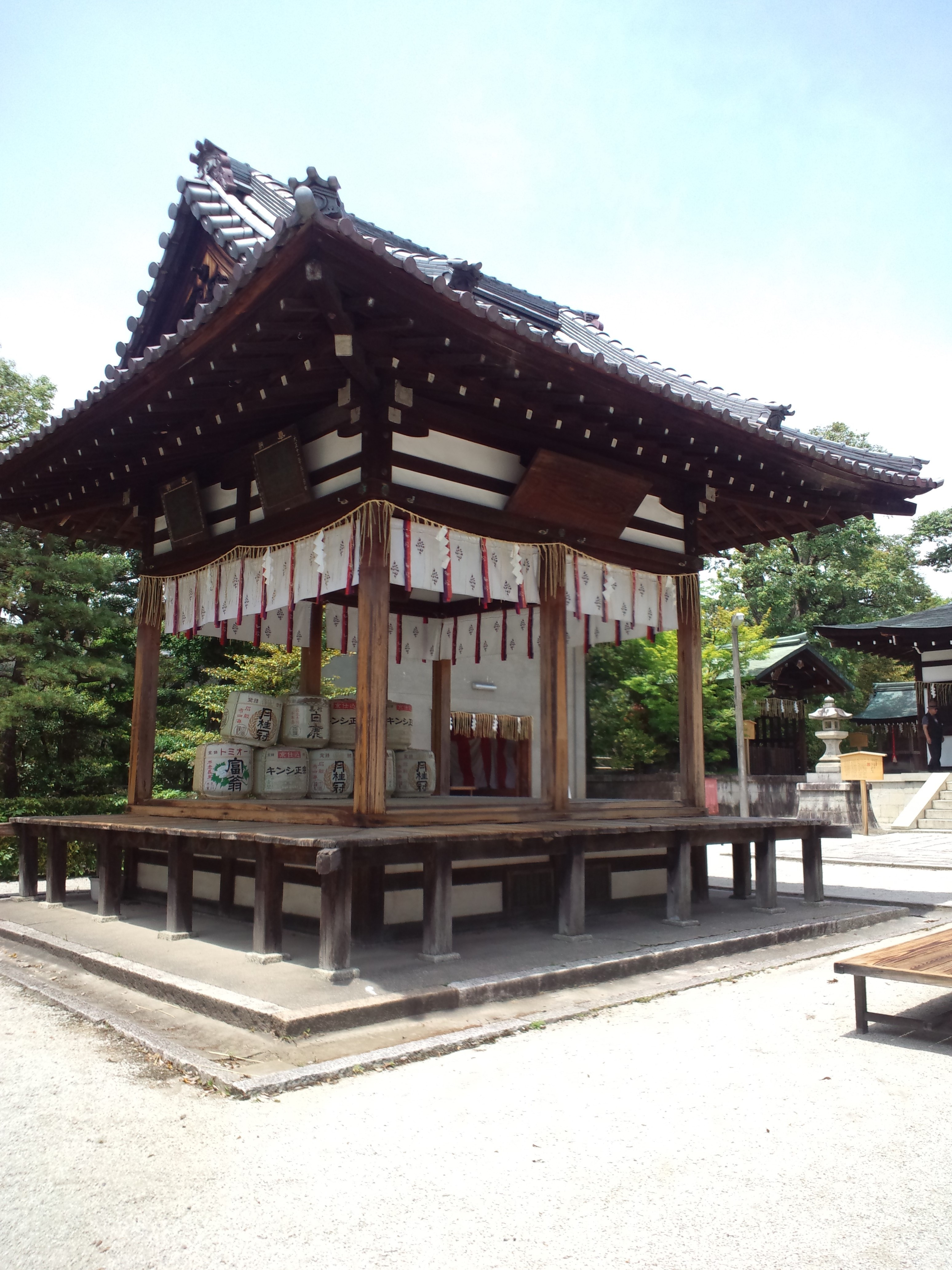
舞殿
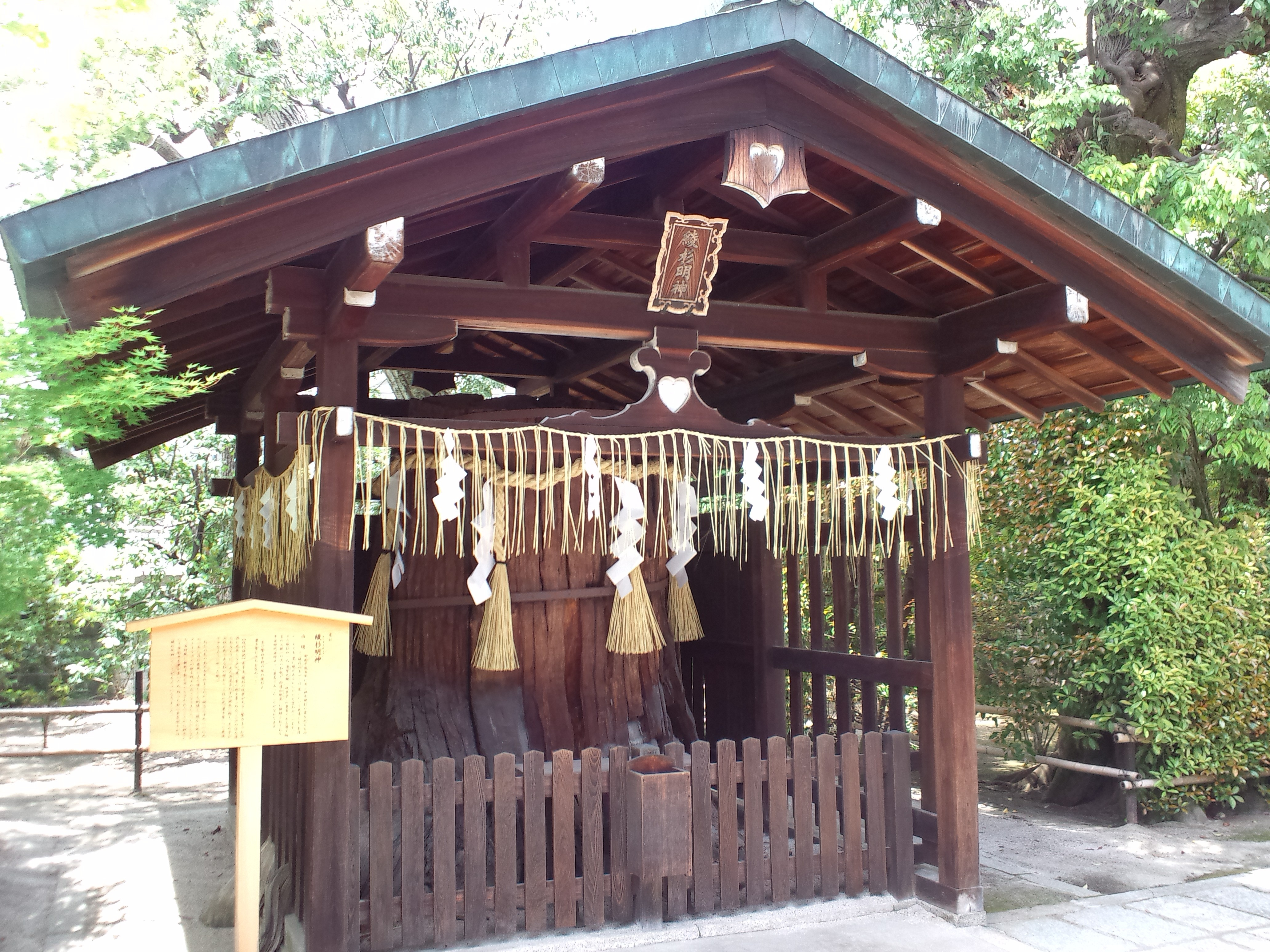
綾杉明神
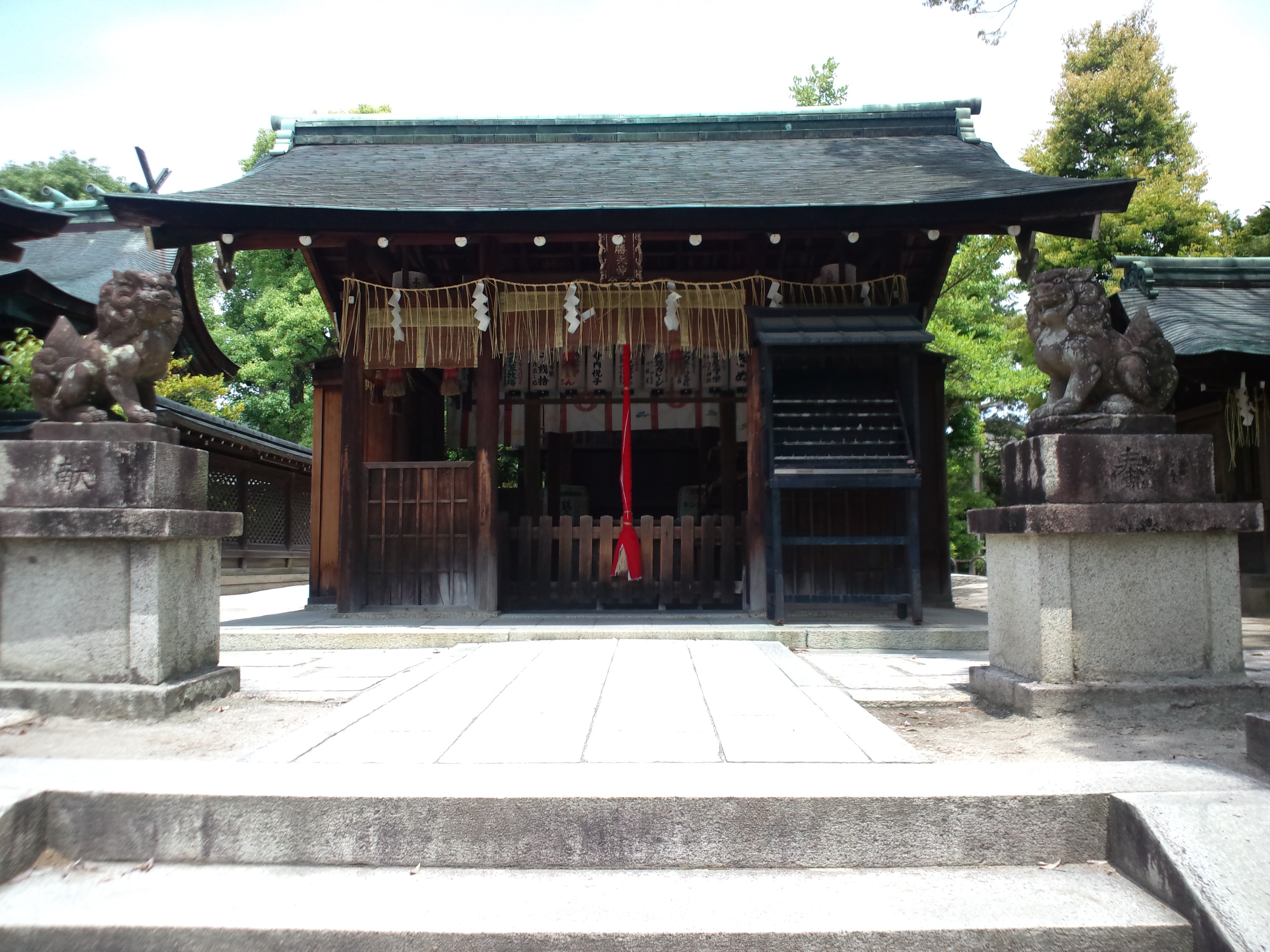
六勝神社（摂社）

## 祭事
- 春季大祭 4月第1日曜日
- 秋季大祭 10月26日

## 現地情報
所在地
- 京都府京都市北区衣笠天神森町10

交通アクセス
- 最寄バス停： 京都市営バス - 「わら天神前」（15・50・55・臨 西大路四条・急行101・急行102・204・205・M1系統）バス停下車、北に徒歩3分